# Boechera koehleri
Boechera koehleri är en korsblommig växtart som först beskrevs av T.J. Howell, och fick sitt nu gällande namn av Al-shehbaz. Boechera koehleri ingår i släktet indiantravar, och familjen korsblommiga växter. Inga underarter finns listade i Catalogue of Life.